# سن-نیزیه-لو-بوشو
سن-نیزیه-لو-بوشو (به فرانسوی: Saint-Nizier-le-Bouchoux) یک کمون در فرانسه است که در canton of Saint-Trivier-de-Courtes واقع شده‌است.

## خصوصیات
سن-نیزیه-لو-بوشو ۲۸٫۳ کیلومترمربع مساحت و ۷۲۷ نفر جمعیت دارد و ۲۰۸ متر بالاتر از سطح دریا واقع شده‌است.